# ولاد العربي (بني وال)
ولاد العربي هو دُوَّار يقع بجماعة بني وال، إقليم سيدي قاسم، جهة الرباط سلا القنيطرة في المملكة المغربية. ينتمي الدوّار لمشيخة بني وال التي تضم 16 دوار. يقدر عدد سكانه بـ 149 نسمة حسب الإحصاء الرسمي للسكان والسكنى لسنة 2004.

## روابط خارجية
- البوابة الوطنية للجماعات الترابية
- المندوبية السامية للتخطيط